# Arkys coronatus
Espèce
Synonymes
- Archemorus coronatus Balogh, 1978

Arkys coronatus est une espèce d'araignées aranéomorphes de la famille des Arkyidae.

## Distribution
Cette espèce est endémique de la province de Morobe en Papouasie-Nouvelle-Guinée,. Elle se rencontre vers Wau.

## Description
La carapace de la femelle subadulte holotype mesure 2,7 mm de long et l'abdomen 3,1 mm.

## Publication originale
- Balogh, 1978 : New Archemorus species (Araneae: Argyopidae). Acta Zoologica Hungarica, vol. 24, p. 1-25.